# کاسلا
کاسلا (به ایتالیایی: Casella) یک کومونه در ایتالیا است که در استان جنوا واقع شده‌است. کاسلا ۷٫۸ کیلومتر مربع مساحت و ۳٬۱۳۱ نفر جمعیت دارد و ۴۱۰ متر بالاتر از سطح دریا واقع شده‌است.